# Kecamatan Pasarrebo
Kecamatan Pasarrebo är ett distrikt i Indonesien.   Det ligger i provinsen Jakarta, i den västra delen av landet. Huvudstaden Jakarta ligger i Kecamatan Pasarrebo.